# 高山宏
高山 宏（たかやま ひろし、1947年10月8日 - ）は、日本の英文学者、翻訳家、評論家。旧・東京都立大学（首都大学東京）教授、大妻女子大学教授などを歴任。専門は17・18世紀を軸とする英文学で、美術史、表現芸術の文化史の著作・翻訳を多数刊行している。

## 経歴
岩手県生まれ、高知県育ち。生来の弱視(黒サングラスと眼鏡を併用)。
東京大学文学部英文科を卒業、同大学院人文科学研究科修士課程修了。東大大学院ではメルヴィルの『白鯨』で修士号を取得。博士課程には進まず、東大教養学部外国科助手となる。青土社の月刊誌『ユリイカ』の常連寄稿者になるとともに、旧・東京都立大学助教授、教授、首都大学東京都市教養学部教授を経て、明治大学国際日本学部教授、2014年より大妻女子大学比較文化学部教授。2017年退職し、副学長を務めた。

## 著作・業績
- 1976年に最初の訳書、デレック・ハドソン『ルイス・キャロルの生涯』（東京図書）を刊行。1981年にルイス・キャロルを軸にした単著『アリス狩り』を刊行。以後は文学のみならず、美術、建築、文化史、思想史、哲学、デザイン、大衆文学、映画、江戸文化、コミック他諸々の学問領域を「横断」した各種論文、エッセイを執筆。マニエリスムのようなくねるような文体と妄想すれすれの「連想」により、近世以降の主に英語圏を中心とする欧米文化史を、巨視的に捉えつつ修辞を駆使する一連の著述により、各方面に多大な波紋を呼ぶ。異端の人文学者、学魔とも称される。
- 当初より「マニエリスム」（ルネサンス期とバロックとの間に起きた美術潮流）を著作研究のメイン・テーマに掲げており、「奇想」「異端」というものを常に追い求めてきた。

これらの発想はグスタフ・ルネ・ホッケの影響下にあり、ホッケ及び当人の理解によれば、マニエリスムは古典主義と交替でどの時代にも必ず表れうる時代相であり、一美術潮流に限られるものではないという。

## 人物
- 澁澤龍彦、種村季弘、由良君美などの著作に学生時代から耽溺し、土佐高等学校（42期）から2年浪人して、1968年東京大学文科III類に進むも、学生紛争のまっただ中であった。授業そっちのけで各種文献を読み漁り、とりわけグスタフ・ルネ・ホッケのマニエリスム、ワイリー・サイファーの文化史的手法を自家薬籠中のものとする。助手時代には、数万枚におよぶ図書カードをタイプで打ち、手や眼を痛めることにもなった。
- 都立大再編においては人文学部の文学系学科をとりまとめる中心人物のひとりであり、表象文化論分野の創設を担ったが、明治大学に新設された国際日本学部に就いた。
- ウィキペディアについて、『ユリイカ 2023年7月号 特集 奇書の世界』で言及しており、自身の項目に虚偽があったとしつつも、「日頃ウィキペディアの御世話になりまくり」「ウィキ怖るべし。携帯図書館、ニセやウソ、ファクトもフィクションも全部入った新型アーカイヴ、最強のアルス・コンビナトリアの練成場たるウィキペディア！二十一世紀最強のマニエリスム知のメカ、最強の奇書だ！」と述べている[1]。

## 家族・親族
- 父：高山要一は広島文理科大学出身で、高知大学の教官[2]であった。
- 母親は呉市出身。

## 著書
- 『ふたつの世紀末』（青土社） 1986年、新版1998年 ISBN 479175669X
- 『パラダイム・ヒストリー 表象の博物誌』（河出書房新社、アスファルト・ブックス） 1987年
- 『黒に染める 本朝ピクチャレスク事始め』（ありな書房） 1989年、新編版 1997年 ISBN 4756697496
- 『世紀末異貌』（三省堂） 1990年 ISBN 4385353603
- 『テクスト世紀末』（ポーラ文化研究所） 1992年 ISBN 4938547252
- 『ガラスのような幸福 即物近代史序説』（五柳書院、五柳叢書） 1994年 ISBN 4906010636
- 『魔の王が見る バロック的想像力』（ありな書房） 1994年 ISBN 4756694330
- 『終末のオルガノン FANTASMAL I』（作品社） 1994年 ISBN 487893199X
- 『痙攣する地獄 FANTASMAL II』（作品社） 1995年 ISBN 4878932198 - ※後半は知人たちとの対談
- 『庭の綺想学 近代西欧とピクチャレスク美学』（ありな書房） 1995年 ISBN 4756695388
- 『ブック・カーニヴァル』（自由国民社） 1995年 ISBN 4426678005 - ※知人たちの寄稿も含む
- 『カステロフィリア 理性・建築・ピラネージ』（作品社、叢書メラヴィリア） 1996年 ISBN 4878937513
- 『奇想天外・英文学講義 シェイクスピアから「ホームズ」へ』（講談社選書メチエ） 2000年
  - 改題『近代文化史入門 超英文学講義』（講談社学術文庫） 2007年 ISBN 4061598279
- 『殺す・集める・読む 推理小説特殊講義』（東京創元社、創元ライブラリ） 2002年、復刊 2017年 ISBN 4488070477
- 『高山宏椀飯振舞 I エクスタシー』[注釈 2]（松柏社） 2002年 ISBN 4881989480
- 『表象の芸術工学　<神戸芸術工科大学レクチャーシリーズ>』[注釈 3]（工作舎） 2002年 ISBN 4875023642
- 『超人高山宏のつくりかた』（NTT出版、ライブラリーレゾナント） 2007年 ISBN 4757141602
- 『かたち三昧』（羽鳥書店） 2009年 ISBN 4904702018
- 『新人文感覚 I 風神の袋』（羽鳥書店） 2011年8月
- 『新人文感覚 II 雷神の撥』（羽鳥書店） 2011年11月
- 『夢十夜を十夜で』（羽鳥書店、はとり文庫） 2011年12月 - 副読本
- 『見て読んで書いて、死ぬ』（青土社） 2016年12月 - 書評、映画論集
- 『トランスレーティッド 高山宏の解題新書』（青土社） 2019年12月 - 訳者解説を集成

### 「アリス狩り」
- 『アリス狩り』（青土社） 1981年、新版 1995年・2008年 ISBN 4791764307
- 『目の中の劇場 アリス狩りII』（青土社） 1985年、新版 1995年 ISBN 4791753623
- 『メデューサの知 アリス狩りIII』（青土社） 1987年
- 『綺想の饗宴 アリス狩りIV』（青土社） 1999年 ISBN 4791757203
- 『アレハンドリア アリス狩りV』（青土社） 2016年10月
- 『アリスに驚け アリス狩りⅥ』（青土社） 2020年9月
- 『鎮魂譜 アリス狩りVII』（青土社） 2022年4月

## 翻訳
- 『ルイス・キャロルの生涯 不思議の国の数学者』（デレック・ハドスン、東京図書） 1976
- 『キャロル大魔法館』（ジョン・フィッシャー、河出書房新社） 1978
- 『ノンセンスの領域』（エリザベス・シューエル、河出書房新社） 1980、改訳版・白水社 2012 ISBN 4560083029
- 『ガードナーの数学サーカス』（マーチン・ガードナー、東京図書） 1981
- 『月世界旅行 詳注』（ジュール・ヴェルヌ、W・J・ミラー注、東京図書 1981、ちくま文庫 1999 ISBN 4480034978
- 『道化と笏杖』（ウィリアム・ウィルフォード、晶文社） 1983、改訳版・白水社 2016 ISBN 4560083061
- 『夜の勝利 英国ゴシック詞華撰』全2冊（編訳、国書刊行会、ゴシック叢書） 1984
- 『「魔」のドラマトゥルギー ルッツァンテからグリマルディにいたる反-演劇研究』（ジャクソン・I・コープ、浜名恵美共訳、ありな書房） 1986
- 『美と科学のインターフェイス』（マージョリー・H・ニコルソン、平凡社、叢書ヒストリー・オヴ・アイディアズ） 1986 ISBN 4582733514
- 『月世界への旅』（マージョリー・H・ニコルソン、国書刊行会、世界幻想文学大系44） 1986
- 『シャーロック・ホームズが誤診する 医学 / 推理 / 神話』（パスクァーレ・アッカード、東京図書） 1989
- 『人間喜劇 十九世紀パリの観相術とカリカチュア』（ジュディス・ウェクスラー、ありな書房） 1987
- 『イリュージョン』（エディ・ラナーズ、河出書房新社） 1989、新版1998 ISBN 4309263623
- 『シェイクスピア・カーニヴァル』（ヤン・コット、平凡社） 1989、ちくま学芸文庫 2017 ISBN 448009783X
- 『ちょっと見るだけ 世紀末消費文化と文学テクスト』（レイチェル・ボウルビー、ありな書房） 1989
- 『ロンドンの見世物』全3巻（リチャード・D・オールティック、小池滋監訳、浜名恵美らとの共訳、国書刊行会） 1989 - 1990
  - 第1巻 ISBN 4336027366、第2巻 ISBN 4336027374、第3巻 ISBN 4336030014
- 『やぶれさる探偵 推理小説のポストモダン』（ステファーノ・ターニ、東京図書） 1990 ISBN 4489003315
- 『独身者の機械 未来のイヴ、さえも…』（ミッシェル・カルージュ、森永徹]共訳、ありな書房） 1991
- 『眼の世界劇場 聖性を映す鏡』（フランシス・ハクスリー、平凡社、イメージの博物誌） 1992 ISBN 4582284175
- 『著作集（2） アナモルフォーズ 光学魔術』（ユルギス・バルトルシャイティス、国書刊行会） 1992 ISBN 433603138X
- 『とめどなく笑う イタリア・ルネサンス美術における機知と滑稽』（ポール・バロルスキー、森田義之・伊藤博明共訳、ありな書房） 1993 ISBN 4756693318
- 『悪魔』（ルーサー・リンク、研究社出版） 1995 ISBN 4327376612
- 『博物学の黄金時代』（リン・バーバー、国書刊行会） 1995 ISBN 4336034931
- 『健康と病 差異のイメージ』（サンダー・L・ギルマン、ありな書房） 1996 ISBN 4756696473
- 『蒐集』（ジョン・エルスナー, ロジャー・カーディナル編、富島美子・浜口稔共訳、研究社出版） 1998 ISBN 4327376736
- 『アルチンボルド エキセントリックの肖像』（ジャンカルロ・マイオリーノ、ありな書房） 1998 ISBN 4756698522
- 『ムネモシュネ　文学と視覚芸術との間の平行現象』（マリオ・プラーツ、ありな書房） 1999
- 『視線』[注釈 4]（スティーヴン・カーン、研究社出版） 2000 ISBN 4327376787
- 『悪魔の骰子』（トマス・ド・クインシー、国書刊行会、トマス・ド・クインシー著作集3） 2002  ISBN 4336037035
- 『風景と記憶』（サイモン・シャーマ、栂正行共訳、河出書房新社） 2005 ISBN 4309255167
- 『レンブラントの目』（サイモン・シャーマ、河出書房新社） 2009 ISBN 4309255248
- 『パラドクシア・エピデミカ　ルネサンスにおけるパラドックスの伝統』（ロザリー・L・コリー、白水社、シリーズ〈異貌の人文学〉高山宏セレクション） 2011 ISBN 4560081476
- 『オルフェウスの声　詩とナチュラル・ヒストリー』（エリザベス・シューエル、白水社） 2014 ISBN 4560083053
- 『さかさまさかさ』（ピーター・ニューエル、亜紀書房） 2015 - 絵本
- 『穴の本』（ピーター・ニューエル、亜紀書房） 2016 - 絵本
- 『ボーリンゲン 過去を集める冒険』（ウィリアム・マガイアー、白水社） 2017 ISBN 456008310X
- 『ガリヴァー旅行記』（ジョナサン・スウィフト、研究社、英国十八世紀文学叢書） 2021
- 『ポリフィルス狂戀夢』（フランチェスコ・コロンナ、ジョスリン・ゴドウィン解説、東洋書林） 2024 ISBN 9784887218321

### ルイス・キャロル
- 『鏡の国のアリス』（ルイス・キャロル、東京図書） 1980
- 『新注 不思議の国のアリス』（ルイス・キャロル、マーティン・ガードナー注、ピーター・ニューエル画、東京図書） 1994
- 『新注 鏡の国のアリス』（ルイス・キャロル、マーティン・ガードナー注、ピーター・ニューエル画、東京図書） 1994
- 『不思議の国のアリス』（キャロル、佐々木マキ絵、亜紀書房） 2015
- 『鏡の国のアリス』改訂版（キャロル、佐々木マキ絵、亜紀書房） 2017 ISBN 4750515302
- 『新訳 不思議の国のアリス / 鏡の国のアリス』（ルイス・キャロル、建石修志画、青土社） 2019.4 ISBN 4791771508
- 『詳注アリス 完全決定版』（ルイス・キャロル、マーティン・ガードナー注、亜紀書房） 2019.12

### タイモン・スクリーチ
- 『大江戸異人往来』（タイモン・スクリーチ、丸善ブックス） 1995、ちくま学芸文庫 2008 ISBN 4480091343
- 『江戸の身体を開く』（タイモン・スクリーチ、作品社） 1997 ISBN 487893753X
- 『大江戸視覚革命 十八世紀日本の西洋科学と民衆文化』（タイモン・スクリーチ、田中優子共訳、作品社） 1998
- 『春画　片手で読む江戸の絵』（タイモン・スクリーチ、講談社選書メチエ） 1998、講談社学術文庫 2010
- 『定信お見通し 寛政視覚改革の治世学』（タイモン・スクリーチ、青土社） 2003 ISBN 4791760492

### バーバラ・M・スタフォード
- 『アートフル・サイエンス 啓蒙時代の娯楽と凋落する視覚教育』（バーバラ・M・スタフォード、産業図書） 1997
- 『グッド・ルッキング　イメージング新世紀へ』（バーバラ・M・スタフォード、産業図書） 2004 ISBN 4782801521
- 『ヴィジュアル・アナロジー　つなぐ技術としての人間意識』（バーバラ・M・スタフォード、産業図書） 2006 ISBN 478280153X
- 『ボディ・クリティシズム　啓蒙時代のアートと医学における見えざるもののイメージ化』（バーバラ・M・スタフォード、国書刊行会） 2006 ISBN 4336048177
- 『実体への旅　1750年 - 1860年における美術、科学、自然と絵入り旅行記』（バーバラ・M・スタフォード、産業図書） 2008
- 『象徴と神話』（バーバラ・M・スタフォード、産業図書） 2024年以降予定
- 『エコー・オブジェクト』（バーバラ・M・スタフォード、産業図書） 2024年以降予定

## 共著・編著・監修
- 『荒俣宏の少年マガジン大博覧会』（講談社） 1994
- 『江戸の切口』（丸善ブックス） 1994 - 田中優子, 高橋克彦, 服部幸雄, 荒俣宏との対談集
- 『幻想文学大事典』（ジャック・サリヴァン編、国書刊行会） 1999 - 日本版監修の一人
- 『インヴェンション』（中沢新一共著、明治大学出版会） 2014
- 『ユリイカ　詩と批評 臨時増刊 総特集150年目の「不思議の国のアリス」』（責任編集、青土社） 2015.2
- 『マニエリスム談義 驚異の大陸をめぐる超英米文学史』（巽孝之共著、彩流社、フィギュール彩） 2018.4 ISBN 4779171024

## 関連人物（上記以外）
- 山口昌男
- 松岡正剛
- 鹿島茂
- 谷川渥
- 松枝到
- 篠田一士
- 鈴木晶
- 四方田犬彦
- 安藤礼二
- 伊藤誓
- 富士川義之
- 野島秀勝